# Vạn An, Nghệ An
Vạn An là một xã thuộc tỉnh Nghệ An, Việt Nam. Xã được hình thành trên cơ sở sáp nhập thị trấn Nam Đàn, xã Thượng Tân Lộc và xã Xuân Hòa của huyện Nam Đàn cũ trong đợt Sáp nhập tỉnh thành Việt Nam 2025.

## Địa lý
Xã Vạn An có vị trí địa lý:
- Phía Đông giáp xã Đại Huệ và xã Kim Liên
- Phía Nam giáp xã Thiên Nhẫn và xã Bích Hào
- Phía Tây giáp xã Nam Đàn, xã Bích Hào và xã Xuân Lâm
- Phía Bắc giáp xã Nam Đàn và xã Đại Huệ.

Xã Nam Đàn có diện tích tự nhiên 56,37 km2.

## Hành chính và tên gọi
Xã Vạn An được thành lập theo Nghị quyết số 1678/NQ-UBTVQH15 của Ủy ban Thường vụ Quốc hội Việt Nam, ban hành ngày 16 tháng 6 năm 2025. Theo đó, sắp xếp toàn bộ diện tích tự nhiên, quy mô dân số của thị trấn Nam Đàn, xã Thượng Tân Lộc và xã Xuân Hòa thuộc huyện Nam Đàn trước đây thành một xã mới có tên gọi là xã Vạn An.
Trước đó, theo Đề án sắp xếp đơn vị hành chính cấp xã tỉnh Nghệ An, xã này là xã Nam Đàn 1.
Sau sắp xếp xã có diện tích tự nhiên: 56,37 km2, quy mô dân số: 44.830 người.